# Pterotaea glauca
Pterotaea glauca är en fjärilsart som beskrevs av Frederick H. Rindge 1970. Pterotaea glauca ingår i släktet Pterotaea och familjen mätare. Inga underarter finns listade.